# متیل‌پارابن
متیل‌پارابن (به انگلیسی: Methylparaben) یک ترکیب شیمیایی با شناسه پاب‌کم ۷۴۵۶ است.نام دیگر این ترکیب نپاژن است. 